# 에어 아라비아
에어 아라비아(영어: Air Arabia)는 아랍에미리트의 저비용 항공사로 샤르자 국제공항이 허브 공항으로 2003년 2월 3일에 설립되어 2003년 10월 28일부터 취항을 시작했으며 본사는 아랍에미리트 샤르자의 샤르자 국제공항에 위치해 있다.

## 운항 노선
- 2020년 4월 에어 아라비아는 다음과 같은 노선을 운항하고 있다.[1]

## 보유 기종
- 2020년 8월 기준으로 에어 아라비아는 다음과 같은 기종을 보유하고 있으며 평균 기령은 약 5년이다.[2][3]

## 같이 보기
- 샤르자 국제공항